# Айртон, Альберт
Альберт Айртон (англ. Albert Ireton; 15 мая 1879, Балдок — 4 января 1947, Стивенейдж) — британский полицейский, боксёр и перетягиватель каната, чемпион летних Олимпийских игр 1908.
На Играх 1908 в Лондоне Айртон участвовал в турнире по перетягиванию каната в составе команды полицейских лондонского Сити, команда заняла первое место. Также он соревновался в боксе в весе свыше 71,7 кг, но выбыл уже из первого раунда.